# Ратерглен
Рутергле́н (англ. Rutherglen, шотл. Ru'glen, шотл. гел. An Ruadh Ghleann) — місто в центрі Шотландії, в області Південний Ланаркшир.
Населення міста становить 32 120 осіб (2006).